# Castillo de Montgilbert
El castillo de Montgilbert es una fortaleza medieval en ruinas situado en la comuna de Ferrières-sur-Sichon a 25 km al sudeste de Vichy en el departamento de Allier (Francia).

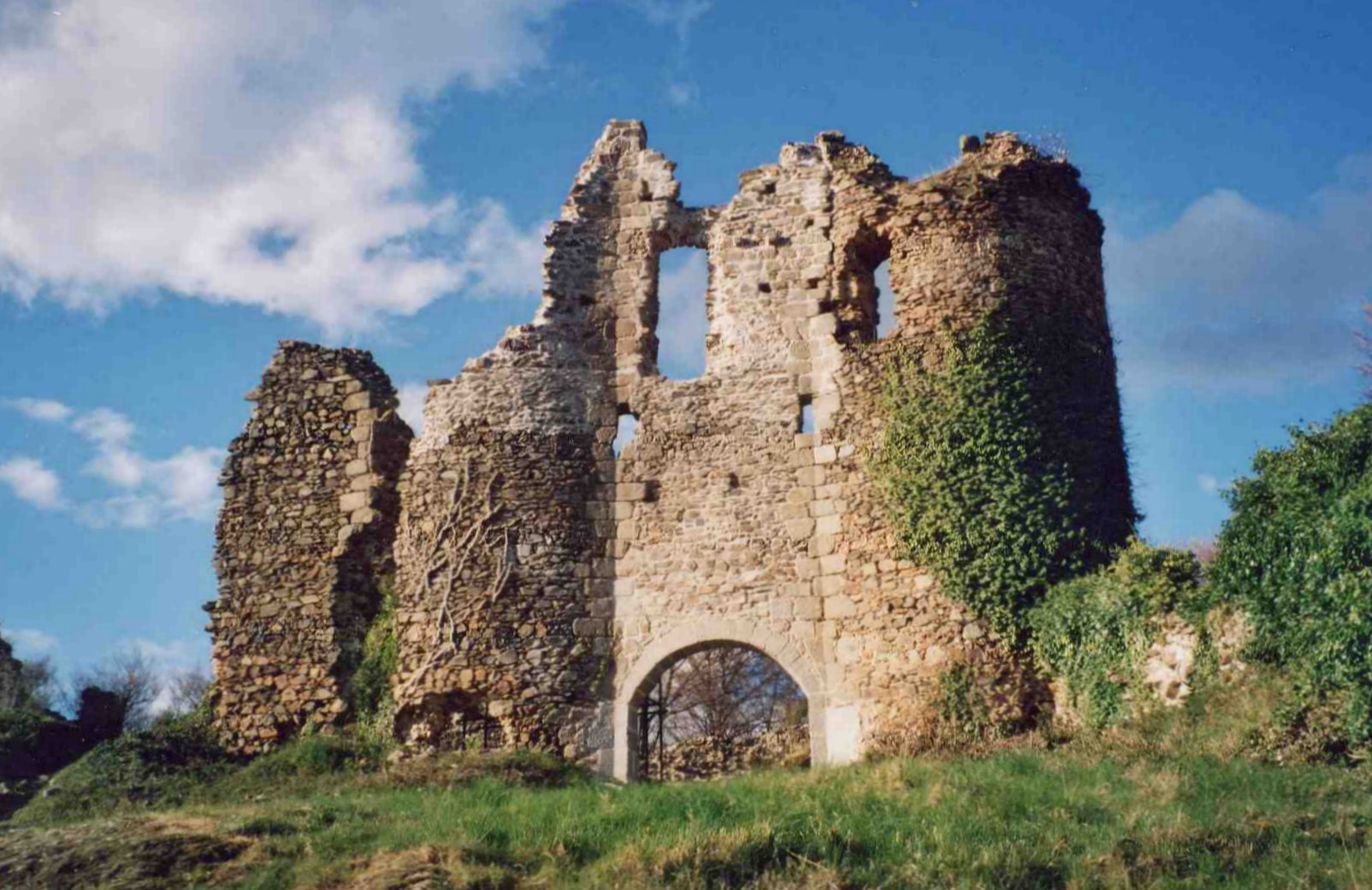
Castillete de acceso al patio del recinto alto

## Arquitectura
El castillo de Montgilbert fue construido en el siglo XIII. Se ubica en la cumbre de un collado rocoso, en uno de los meandros del río Vareille.
Un recinto exterior amurallado, adaptado al terreno, refuerza la defensa al Oeste y al Sur, por el lado con pendiente más suave - torres, saeteras - y rodea un patio bajo donde vivían los criados. Ese recinto fue arreglado en el siglo XV para adaptarlo a la aparición de la artillería: troneras y un baluarte con gruesas paredes que refuerzan la entrada de origen, que estaba demasiado expuesta.
El recinto amurallado interior, de planta cuadrada, está jalonado con torres donde se observan hermosas bóvedas de la antigua capilla. Estaba coronado por un adarve. Una puerta con rastrillo, flanqueada por dos torres, da acceso al patio interior, donde se encontraban los aposentos del Señor con la sala de gala, las dependencias subalternas con la cocina y su gran chimenea, y numerosas reservas: cisterna para el agua, silo para el trigo y sótanos bajo las viviendas con una bonita escalera de acceso. Una galería cubierta bordeaba los edificios por el lado del patio alto.
A partir del siglo XVI, esos edificios fueron arreglados para hacerlos más confortables: abertura de ventanas, tramo de acceso a la poterna.
Poco a poco, el castillo fue abandonado, algunas ventanas clausuradas, hasta el abandono total en el siglo XVIII.

## Historia
Punto clave entre las provincias de Auvernia, Forez y Bourbonnais, el castillo de Montgilbert fue construido por la familia Saint-Gérand hacia el año 1250, bajo el reinado de San Luis (Luis IX). Alrededor del año 1280 fue comprado por los Aycelin, ricos burgueses auverneses que fueron ennoblecidos poco tiempo después.
Por contrato matrimonial, el castillo pasó a propiedad de la familia Vienne, pero de 1434 a 1439, durante la Guerra de los Cien Años, fue incautado y donado a Rodrigo de Villandrando, mercenario español a sueldo del rey Carlos VII de Francia, que realizó importantes cambios.
Durante el Renacimiento, Montgilbert dejó de ser poco a poco lugar de residencia para sus propietarios, los Saulx-Tavannes. Las [guerras de religión] ensangrentaban todo el país y la provincia de Bourbonnais fue definitivamente reintegrada a Francia.
Bajo el reino de Luis XIV (1654-1715), los propietarios vivieron en la corte, en Versailles. Ciertas partes del castillo fueron abandonadas y empezó a caer en ruinas. Alrededor del año 1770, el último heredero, Jean-Baptiste Bravard d'Eyssat Duprat, volvió a Montgilbert con su madre que, para obligarlo a dejar ese viejo castillo, hizo desenclavijar el techo.
En 1793, el castillo fue vendido como "bien nacional". En el siglo XIX, el castillo sirvió como "reserva" de piedras para los habitantes del lugar, lo que aceleró su ruina. 
Las primeras obras de conservación se llevaron a cabo en 1973 y una Asociación fue creada al año siguiente.

## Situación actual
El castillo de Montgilbert fue inscrito en como monument historique el 11 de octubre de 1930. La asociación creada en 1974 aún está activa y afiliada a la Union Rempart. 